# Rock and a Hard Place
"Rock and a Hard Place" er en sang fra The Rolling Stones, som først blev udgivet som single fra deres 1989 album Steel Wheels.
Krediteret til Mick Jagger og Keith Richards blev ”Rock and a Hard Place” indspillet på Monserrats Air Studios, og Londons Olympic Studios i forårsmånederne 1989. Om sangen sagde Richards i opsamlingsalbummets Jump Back noter fra 1993: " Dette var ligesom at gå tilbage til hvordan vi arbejdede i de gamle dage, før “Exile”, da vi alle boede rundt om hjørnet fra hinanden i London. Mick og jeg havde ikke været sammen i fire år, siden “Dirty Work”, men så snart vi mødtes på Barbados til to uger sammen, med et par guitarer og klaverer, var alting i orden." På tidspunktet på dens udgivelse sagde Jagger:”  Dette er en af de sange som “Start Me Up”, når man hører de første minutter af sangen, finder man dansegulvet. Det er en rigtige '70er, på den bedst tænkelige made . ” 
Jagger synger, og spillede guitarer sammen med Richards og Ron Wood. Bill Wyman og Charlie Watts spillede henholdsvis bass og trommer. Keyboard spilles af Matt Clifford, og Chuck Leavell. The Kick Horns spillede på messingblæserne. Lisa Fischer, Sarah Dash og Bernard Fowler var alle kor til nummeret .
”Rock and a Hard Place” blev udgivet som den anden single fra Steel Wheels den 13. november 1989. B-siden er det langsommer blues nummer ”Cook Cook Blues”. Singlen fik en 63. plads i England, og nummer 23. i USA.
Nummeret findes også på live albummet fra 1991 Flashpoint.

### Fodnote
1. ↑  Rock and a Hard Place
2. ↑  "Rock In A Hard Place". Arkiveret fra originalen 16. oktober 2007. Hentet 8. november 2007.